# تیسائینوکا
تیسائینوکا (به مجاری:  Tiszainoka) یک منطقهٔ مسکونی در مجارستان است که در ناحیه کون‌سنت‌مارتون واقع شده‌است. تیسائینوکا ۱۷٫۹۲ کیلومتر مربع مساحت و ۴۱۰ نفر جمعیت دارد.